# Campeonato Uruguayo de Primera División 1919
El Campeonato Uruguayo 1919 constituyó el 19.º torneo de primera división del fútbol uruguayo organizado por la AUF.

## Equipos participantes

### Relevos temporada anterior
| Club     | Ascendido como   |
| -------- | ---------------- |
| Belgrano | Segunda División |

| Club     | Descendido como              |
| -------- | ---------------------------- |
| Misiones | 10° Campeonato Uruguayo 1918 |

### Datos de los equipos
| Club                 | Ciudad     | Estadio             | Capacidad | Fundación                | Temporadas | Temporadas Consecutivas | Títulos | 1918 |
| -------------------- | ---------- | ------------------- | --------- | ------------------------ | ---------- | ----------------------- | ------- | ---- |
| Belgrano             | Montevideo |                     |           |                          | -          | -                       | -       | -    |
| Central              | Montevideo |                     |           | 5 de enero de 1905       | 10         | 10                      | -       | 7°   |
| Charley              | Montevideo |                     |           |                          | 2          | 2                       | -       | 9°   |
| Dublin               | Montevideo |                     |           |                          | 8          | 3                       | -       | 4°   |
| Nacional             | Montevideo | Gran Parque Central | 15.000    | 14 de mayo de 1899       | 17         | 17                      | 6       | 2°   |
| Peñarol / CURCC      | Montevideo | Las Acacias         | 7.000     | 28 de septiembre de 1891 | 18         | 18                      | 6       | 1°   |
| Reformers            | Montevideo |                     |           |                          | 6          | 6                       | -       | 6°   |
| River Plate          | Montevideo | Camino Millán       |           | 1897                     | 12         | 12                      | 4       | 8°   |
| Universal            | Montevideo | Field de Universal  |           |                          | 7          | 7                       | -       | 3°   |
| Montevideo Wanderers | Montevideo | Belvedere           | 7.780     | 15 de agosto de 1902     | 15         | 15                      | 2       | 5°   |

Notas: Los datos estadísticos corresponden a los campeonatos uruguayos oficiales. Las fechas de fundación son las declaradas por cada club. La columna «Estadio» refleja el estadio donde el equipo más veces juega de local, pero no indica que sea su propietario. Véase también: Estadios de fútbol de Uruguay.

## Tabla de posiciones
|  | Pos. | Equipos              |  | PJ | PG | PE | PP | GF | GC | Dif. | Pts. |
|  | ---- | -------------------- |  | -- | -- | -- | -- | -- | -- | ---- | ---- |
|  | 1    | Nacional             |  | 18 | 15 | 1  | 2  | 47 | 5  | +42  | 31   |
|  | 2    | Universal (*)        |  | 18 | 13 | 2  | 3  | 28 | 8  | +20  | 28   |
|  | 3    | Peñarol (*)          |  | 18 | 12 | 3  | 3  | 27 | 6  | +21  | 27   |
|  | 4    | Montevideo Wanderers |  | 18 | 10 | 2  | 6  | 26 | 14 | +12  | 22   |
|  | 5    | Central              |  | 18 | 6  | 5  | 7  | 22 | 27 | -5   | 17   |
|  | 6    | Dublin               |  | 18 | 3  | 8  | 7  | 12 | 24 | -12  | 14   |
|  | 7    | River Plate          |  | 18 | 2  | 8  | 8  | 8  | 27 | -19  | 12   |
|  | 8    | Belgrano             |  | 18 | 1  | 9  | 8  | 9  | 30 | -21  | 11   |
|  | 9    | Reformers            |  | 18 | 2  | 6  | 10 | 7  | 19 | -12  | 10   |
|  | 10   | Charley              |  | 18 | 1  | 6  | 11 | 6  | 32 | -26  | 8    |

|                                            |
| Uruguay                                    |
| Campeón Uruguayo 1919 Nacional 7.mo título |

- (*) = El 6 de julio de 1919, Peñarol y Universal empataban 0-0 cuando Universal decidió retirarse del campo de juego, por lo cual se le dio como ganado el encuentro a Peñarol.

### Equipos clasificados

#### Copa Aldao 1919
|   | Equipo   | Clasificación como                   |
| - | -------- | ------------------------------------ |
| 1 | Nacional | Campeón del Campeonato Uruguayo 1919 |